# Sika Anoaʻi
Leati „Sika” Anoaʻi (ur. 5 kwietnia 1945, zm. 25 czerwca 2024) – samoański wrestler, brat Afy, z którym tworzył tag team o nazwie The Wild Samoans. Trzykrotny zdobywca WWF World Tag Team Championship. Członek galerii sław WWE Hall of Fame (2007) oraz Professional Wrestling Hall of Fame (2012). Członek słynnej rodziny zawodowych zapaśników Anoaʻi. Ojciec Roseya i Romana Reignsa.

## Kariera
Zadebiutował w 1973 r. w federacji Stampede Wrestling jako Sika. Przez lata 70. występował w tag teamie z bratem Afą pod nazwą The Wild Samoans (pol. „Dzicy Samoańczycy”) w kilku mniejszych amerykańskich federacjach, zdobywając tam tytuły tag teamowe. 
W 1980 r. zadebiutował w tag teamie The Wild Samoans w federacji World Wrestling Federation (WWF). Menadżerem tag teamu był Lou Albano. W kwietniu 1980 r. sięgnął wraz z bratem Afą po tytuły tag teamowe WWF World Tag Team Championship pokonując Ivana Putskiego i Tito Santanę. W sierpniu 1980 r. stracił wraz z Afą te tytuły na rzecz Boba Backlunda i Pedro Moralesa na gali Showdown at Shea. Jednak już miesiąc później The Wild Samoans odzyskali tytuły tag teamowe pokonując Tony’ego Gareę i Rene Gouleta. Tytuły te utrzymali do listopada 1980, gdzie stracili je kolejno na rzecz Gouleta i Ricka Martela. W grudniu 1980 odeszli z WWF.
W 1981 r. dołączyli do New Japan Pro Wrestling (NJPW) gdzie występowali w tourneè tej federacji jako "The Samoan #1" (Afa) i "The Samoan #2" (Sika). Od kwietnia 1981 do maja 1982 r. występowali również w federacji Mid-South Wrestling, zdobywając tam mistrzostwo tag teamów. W 1982 r. zadebiutowali w Georgia Championship Wrestling, gdzie sięgnęli w tej federacji po pasy mistrzowskie NWA National Tag Team Championship.
W styczniu 1983 r. powrócili do WWF. W marcu 1983 r. po raz trzeci sięgnęli po tytuły tag teamowe tejże federacji, pokonując Chiefa Jaya Strongbowa i Julesa Strongbowa. Mistrzostwo tag teamów stracili w listopadzie na rzecz drużyny Soul Patrol (Rocky Johnson i Tony Atlas). W styczniu 1985 r. opuścili WWF. W latach 1985–1986 występowali w różnych innych amerykańskich federacjach wrestlingu (np. Jim Crockett Promotions). 
W 1986 r. po raz kolejny powrócili do WWF, tym razem jako pojedynczy wrestlerzy. Afa w tym czasie był już pół-emerytowanym wrestlerem, natomiast Sika uczestniczył w kolejnych wydarzeniach i storyline’ach WWF do roku 1988. W 1988 r. Sika odszedł z WWF, skupiając się na federacjach niezależnych, jednak jeszcze w 1988 przeszedł na emeryturę. 
Po przejściu na emeryturę Sika został trenerem wrestlingu w szkółce Wild Samoan Training Center, którą założył jego brat Afa w Minneola na Florydzie. W 1999 r. Sika założył własną federację wrestlingu o nazwie XW 2000 w mieście Pensacola, również na Florydzie. 31 marca 2007 r. The Wild Samoans zostali wprowadzeni do galerii sław WWE Hall of Fame przez własnych synów: Matt Anoaʻi wprowadził Sikę, a Samu wprowadził Afę.

## Życie prywatne
Sika Anoaʻi poślubił Patricię Hooker, jednak małżeństwo to zakończyło się separacją. Z Patricią Hooker miał czworo dzieci: Matta i Leati Josepha – obaj byli wrestlerami. Matt występował w WWE w latach 2002-2006 pod pseudonimem Rosey. Natomiast Leati Joseph również walczył w federacji WWE pod pseudonimem Roman Reigns. Miał również trzy córki – dwie ze związku z Hooker (Vanessę i Summer) oraz jeszcze jedną z wcześniejszego związku.
Należał do wielopokoleniowej rodziny zawodowych zapaśników znanej jako rodzina Anoaʻi.

## Osiągnięcia
- Cauliflower Alley Club
  - Uhonorowany w roku 1997.

- Continental Wrestling Association
  - AWA Southern Tag Team Championship (1x) – z Afą

- Georgia Championship Wrestling
  - NWA National Tag Team Championship (1x) – z Afa

- Gulf Coast Championship Wrestling
  - NWA Gulf Coast Tag Team Championship (2x) – z Afą

- International Wrestling Alliance
  - IWA Tag Team Championship (1x) – z Afą

- Mid-South Wrestling Association
  - Mid-South Tag Team Championship (3x) – z Afą
- NWA All-Star Wrestling
  - NWA Canadian Tag Team Championship (wersja Vancouver) (1x) – z Afą
- NWA Detroit (Big Time Wrestling)
  - NWA Detroit World Tag Team Championship (2x) – z Afą
- NWA Mid America
  - NWA United States Tag Team Championship (wersja Mid-America) (1x) – z Afą
- World Wrestling Council
  - WWC North American Tag Team Championship (1x) – z Afą
- Pro Wrestling Illustrated
  - PWI sklasyfikowało go na # 327. miejscu z 500 najlepszych wrestlerów roku 1991.
  - PWI sklasyfikowało go na # 361. miejscu z 500 najlepszych wrestlerów roku 1992[13].
- Stampede Wrestling
  - Stampede International Tag Team Championship (2x) – z Afą
- World Wrestling Federation
  - WWE Hall of Fame (Wprowadzony w 2007)
  - WWF World Tag Team Championship (3 x) – z Afą
- Professional Wrestling Hall of Fame (wprowadzony w 2012 z Afą)